# Olav Magne Dønnem
Olav Magne Dønnem (né le 21 novembre 1981) est un sauteur à ski norvégien.

## Palmarès

### Championnats du monde
| Épreuve / Édition | Lahti 2001 |
| Grand Tremplin    | 39e        |
| Par Equipes       | 8e         |

### Championnats du monde de vol à ski
| Épreuve / Édition | Vikersund 2000 | Harrachov 2002 |
| Individuel        | 19e            | 42e            |

### Coupe du monde
- Meilleur classement final: 29e en 2001.
- Meilleur résultat: 4e.

### Coupe Continentale
- Vainqueur du classement final en 2004.